# A Single Man (album)
Pour les articles homonymes, voir A Single Man.
Albums de Elton John
Blue Moves
(1976) The Thom Bell Sessions
(1979)
Singles
1. Part-Time Love
Sortie : 4 octobre 1978
2. Song for Guy
Sortie : 28 novembre 1978
3. Return to Paradise
Sortie : 1979

A Single Man est le douzième album studio d’Elton John, sorti en 1978.
Il s'agit du premier album de l'artiste sans son parolier fétiche Bernie Taupin, remplacé par Gary Osborne, et sans son producteur Gus Dudgeon.

## Pochette
La photographie d'Elton John a été faite sur le Long Walk du Windsor Great Park.

## Liste des titres
Toutes les chansons sont composées par Elton John et écrites par Gary Osborne, sauf mention contraire.

### Face 1
1. Shine on Through – 3:45
2. Return to Paradise – 4:15
3. I Don't Care – 4:23
4. Big Dipper – 4:04
5. It Ain't Gonna Be Easy – 8:27

### Face 2
1. Part-Time Love – 3:16
2. Georgia – 4:50
3. Shooting Star – 2:44
4. Madness – 5:53
5. Reverie (John) – 0:53
6. Song for Guy (John) – 6:35

### Titres bonus - réédition CD Mercury (1998)
1. Flinstone Boy (John) – 4:13
2. I Cry at Night (John, Taupin) – 3:16
3. Lovesick (John, Taupin) – 3:59
4. Strangers – 4:46

## Musiciens
- Elton John – chant, chœurs (1, 2, 8), piano (1-7, 9-11), piano électrique Fender Rhodes (8), clavinet (3), harmonium (7), orgue d'église (7), mellotron (11), synthétiseur ARP (11), solina (11)
- Paul Buckmaster – arrangements orchestraux (1, 2, 3, 5, 6, 9), synthétiseur ARP (10)
- Tim Renwick – guitare acoustique (2, 3), guitare électrique (4, 5, 6, 7' 9), mandoline (7)
- Davey Johnstone – guitare solo (6), chœurs (6)
- B.J. Cole – guitare pedal steel (7)
- Herbie Flowers – basse (8)
- Clive Franks – basse (1-7, 9, 11)
- Steve Holley – batterie (1-9), klaxon (4)
- Ray Cooper –  tambourin (1, 3-7, 9), marimba (2), shaker (2, 8, 11), vibraphone (5), congas (6, 9), timpani (9), wind chimes (11), rhythm box (11)
- John Crocker – clarinette (4), saxophone ténor (8)
- Henry Lowther – trompette (2)
- Patrick Halcox – trompette (4)
- Jim Shepherd – trombone (4)
- Gary Osborne – chœurs (1, 2, 3, 6)
- Vicki Brown – chœurs (3, 6)
- Joanne Stone – chœurs (3, 6)
- Chris Thompson – chœurs (3, 6)
- Stevie Lange – chœurs (3, 6)
- The South Audley Street Girl's Choir – chœurs (4, 7)
- Watford Football Club – chœurs (4, 7)

## Classements et certifications
| Pays et classement            | Meilleure position |
| ----------------------------- | ------------------ |
| Australie - Kent Music Report | 8                  |
| Canada - RPM Albums Chart     | 12                 |
| Pays-Bas - MegaCharts         | 16                 |
| France - SNEP                 | 2                  |
| Italie                        | 13                 |
| Japon - Oricon                | 74                 |
| Nouvelle-Zélande              | 5                  |
| Norvège - VG-lista            | 4                  |
| Espagne                       | 12                 |
| Suède - Sverigetopplistan     | 26                 |
| Royaume-Uni - UK Albums Chart | 8                  |
| États-Unis - Billboard 200    | 15                 |
| Allemagne de l'Ouest          | 17                 |

| Pays et classement (1978) | Position |
| ------------------------- | -------- |
| Australie                 | 82       |
| Canada                    | 93       |
| France                    | 6        |
| Pays et classement (1979) | Position |
| Australie                 | 28       |
| Italie                    | 43       |
| Royaume-Uni               | 82       |

| Pays                    | Certification | Ventes certifiées |
| ----------------------- | ------------- | ----------------- |
| Canada (Music Canada)   | Platine       | 100 000           |
| France (SNEP)           | Or            | 157 000           |
| Pays-Bas (NVPI)         | Or            | 50 000            |
| Nouvelle-Zélande (RMNZ) | Platine       | 15 000            |
| Royaume-Uni (BPI)       | Or            | 100 000           |
| États-Unis (RIAA)       | Platine       | 1 000 000         |